# NGC 4770
NGC 4770 је лентикуларна галаксија у сазвежђу Девица која се налази на NGC листи објеката дубоког неба.
Деклинација објекта је - 9° 32' 28" а ректасцензија 12h 53m 32,2s. Привидна величина (магнитуда) објекта NGC 4770 износи 12,9 а фотографска магнитуда 13,8. NGC 4770 је још познат и под ознакама MCG -1-33-40, PGC 43804.